# NGC 2986
NGC 2986 este o galaxie eliptică situată în constelația Hidra. A fost descoperită în 10 martie 1785 de către William Herschel. Se află la o distanță de 30,76 de megaparseci de Pământ.